# Bonne Bay
Bonne Bay is een ruim 20 km lange fjord in de Canadese provincie Newfoundland en Labrador. Het is een zeearm van de Saint Lawrencebaai aan de westkust van het eiland Newfoundland. Bonne Bay bevindt zich centraal in het Nationaal Park Gros Morne

## Geografie
Bonne Bay vormt de zuidgrens van het Great Northern Peninsula van Newfoundland en is de enige echte fjord van het eiland. Hij snijdt diep in de Long Range, in de schaduw van de berg Gros Morne. Het buitenste gedeelte van Bonne Bay is ruwweg een rechthoek van 9 bij 2,5 km. Daarna splitst de baai zich op in twee zijarmen. Enerzijds loopt de 1,5 km brede South Arm zo'n 8 km verder zuidwaarts, anderzijds gaat een gemiddeld 2,5 km brede arm, East Arm genaamd, zo'n 4 km oostwaarts om daarna zo'n 11 km naar het zuidoosten toe te lopen.
De westoever van South Arm wordt gevolgd door provinciale route 431 terwijl de noordoever van East Arm gevolgd wordt door provinciale route 430.

### Plaatsen
Aan de oevers van Bonne Bay bevinden zich drie gemeenten: Glenburnie-Birchy Head-Shoal Brook aan de zuidwestkust, Woody Point aan de westkust en Norris Point aan de oostkust. De drie gemeenten tellen tezamen 1.176 inwoners (2016). Het zijn voornamelijk toeristische plaatsen vanwege hun ligging in het tot wereldnatuurerfgoed uitgeroepen nationaal park Gros Morne. De voormalige nederzetting Lomond, gelegen aan de zuidkust van East Arm, is nu een kampeerterrein.

## Galerij

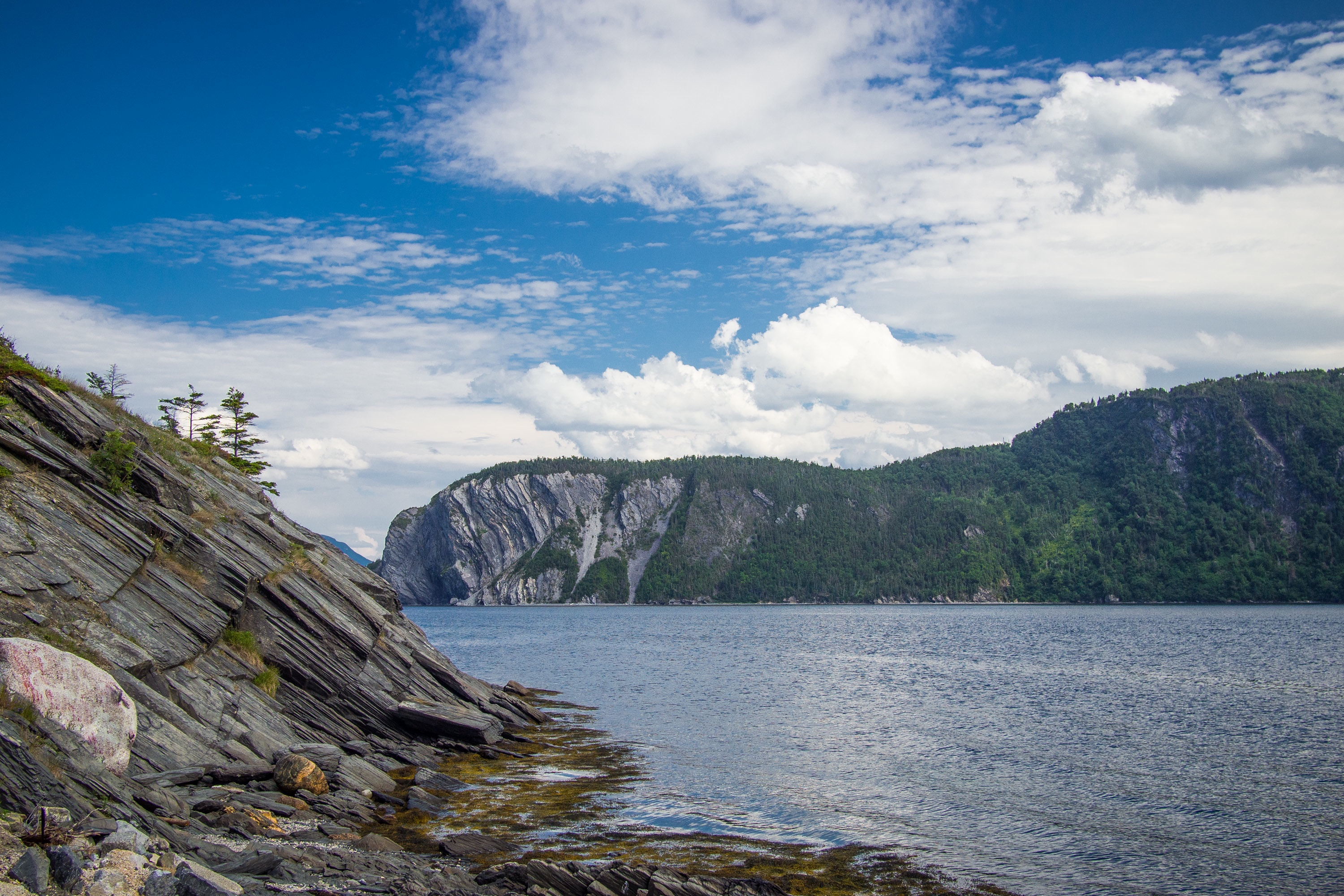
Oostelijk gedeelte van Bonne Bay
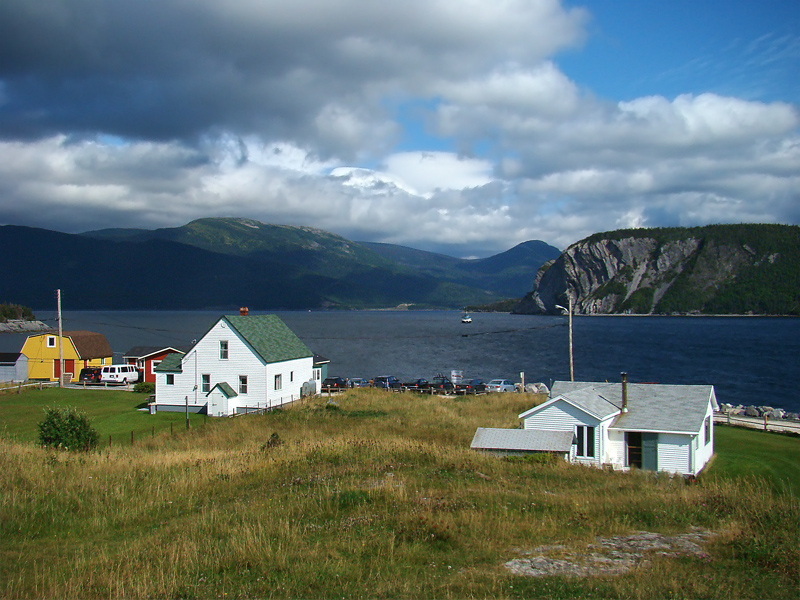
Het aan de baai gelegen dorp Norris Point
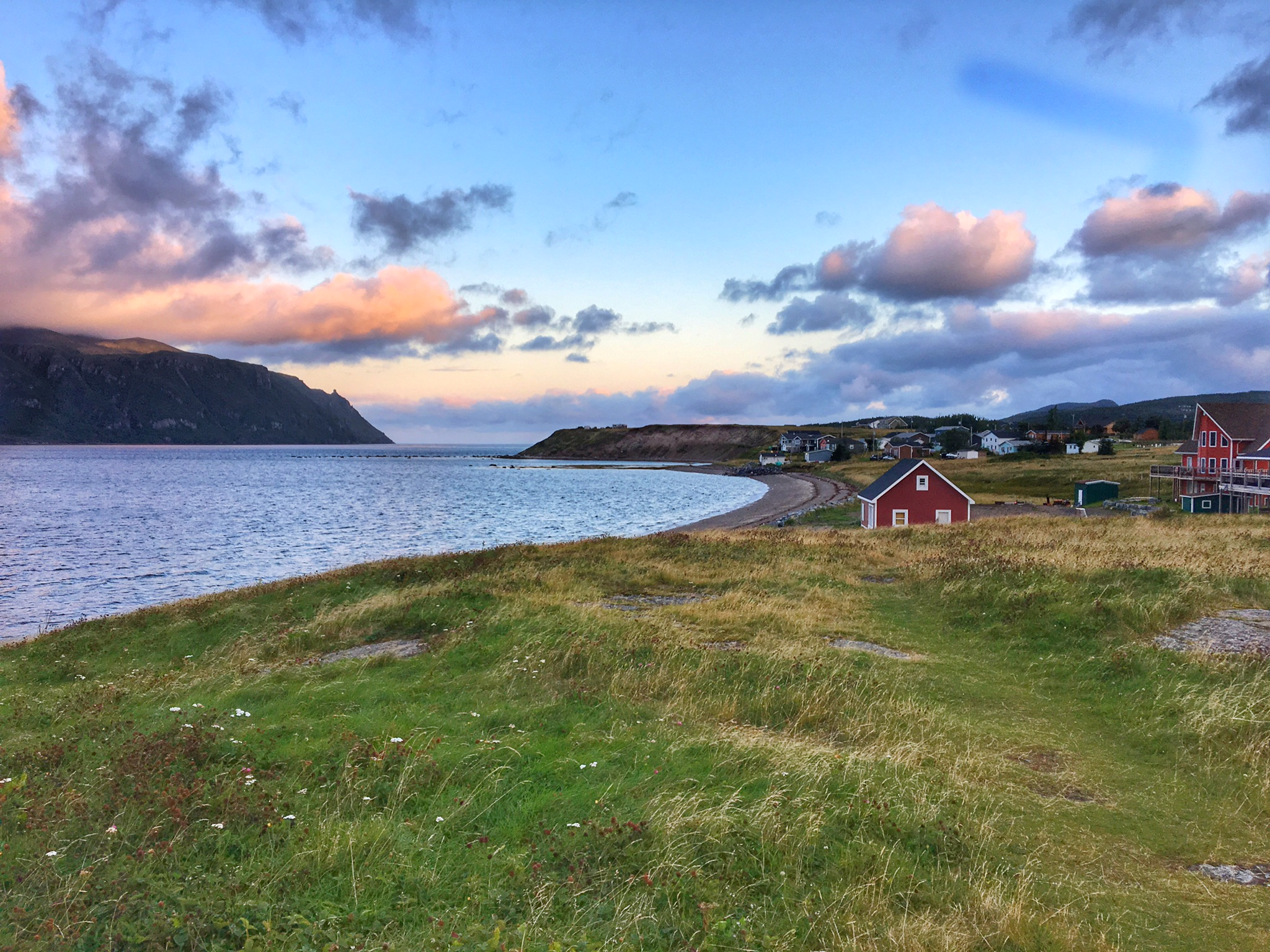
Ander zicht van Norris Point
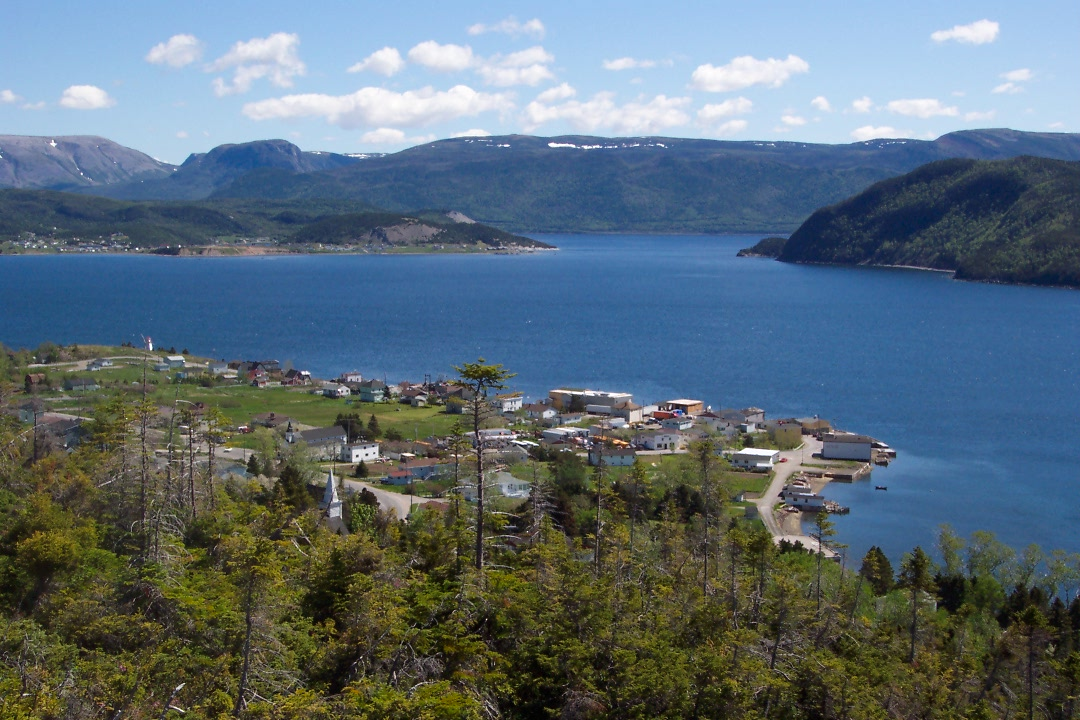
Woody Point met in de achtergrond de toegang tot East Arm
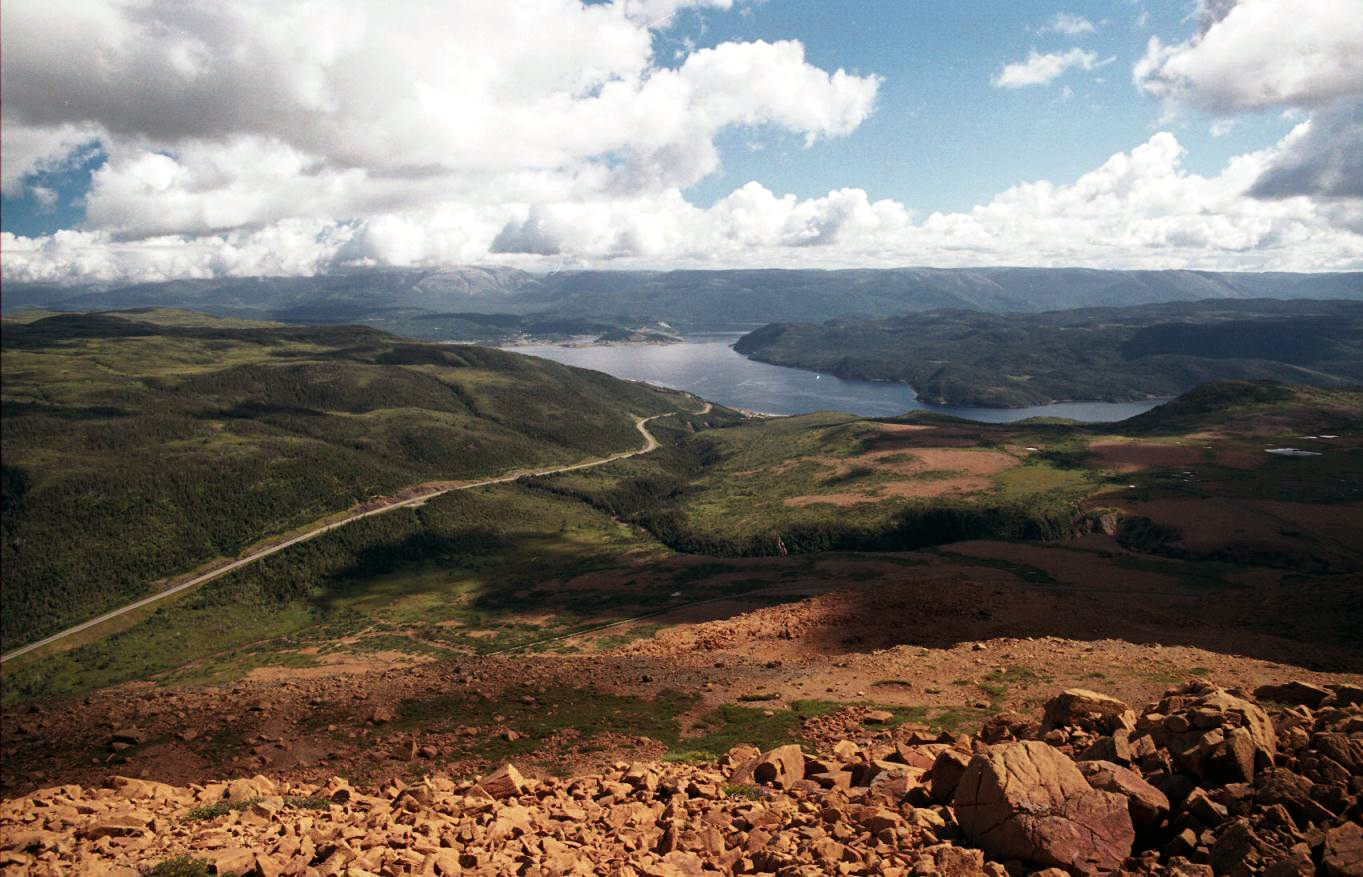
De Tablelands met Bonne Bay zichtbaar in de verte